# Санний спорт на зимових Олімпійських іграх 1964
Змагання з санного спорту на зимових Олімпійських іграх 1964 тривали з 30 січня до 4 лютого на трасі санно-бобслейного центру в Інсбруку (Австрія). Розіграно три комплекти нагород.
Це була перша поява санного спорту на зимових Олімпійських іграх. Його мали ввести до програми ще 1960 року, але у Скво-Веллі не було для цього споруд, тож дебют відбувся 1964-го.

## Чемпіони та призери

### Таблиця медалей
| Місце              | Країна                     | Золото | Срібло | Бронза | Загалом |
| ------------------ | -------------------------- | ------ | ------ | ------ | ------- |
| 1                  | Об'єднана німецька команда | 2      | 2      | 1      | 5       |
| 2                  | Австрія                    | 1      | 1      | 1      | 3       |
| 3                  | Італія                     | 0      | 0      | 1      | 1       |
| Загалом (3 збірні) | Загалом (3 збірні)         | 3      | 3      | 3      | 9       |

### Дисципліни
| Дисципліна                | Золото                                          | Золото  | Срібло                                            | Срібло  | Бронза                                           | Бронза  |
| ------------------------- | ----------------------------------------------- | ------- | ------------------------------------------------- | ------- | ------------------------------------------------ | ------- |
| Одномісні сани (чоловіки) | Томас Келер · Об'єднана німецька команда        | 3:26.77 | Клаус-Міхаель Бонзак · Об'єднана німецька команда | 3:27.04 | Ганс Пленк · Об'єднана німецька команда          | 3:30.15 |
| Одномісні сани (жінки)    | Ортрун Ендерляйн · Об'єднана німецька команда   | 3:24.67 | Ільзе Ґайслер · Об'єднана німецька команда        | 3:27.42 | Лені Турнер · Австрія                            | 3:29.06 |
| Двомісні сани             | Австрія (AUT) Йозеф Файстмантль Манфред Штенгль | 1:41.62 | Австрія (AUT) Райнгольд Зенн Гельмут Талер        | 1:41.91 | Італія (ITA) Вальтер Аусендорфер Сігісфредо Майр | 1:42.87 |

## Країни-учасниці
У змаганнях з санного спорту на Олімпійських іграх в Інсбруку взяли участь спортсмени 12-ти країн.
- Аргентина (1)
- Австрія (9)
- Канада (1)
- Велика Британія (2)
- Об'єднана німецька команда (9)
- Італія (7)
- Ліхтенштейн (3)
- Норвегія (4)
- Польща (8)
- Швейцарія (9)
- Чехословаччина (6)
- США (9)